# Calle Svensson
Carl Anders "Calle" Svensson, född 19 juni 1987, är en svensk fotbollsspelare som spelar för IK Sleipner. Han blev utnämnd till division II Södra Svealand bästa försvarare. Under oktober 2022 informerade Calle om att han avslutat sin karriär.

## Karriär

### Tidig karriär
Svenssons moderklubb är Lindö FF. Mellan 2006 och 2012 spelade han för IK Sleipner.
I november 2012 skrev Svensson på för Nyköpings BIS.

### GAIS
I mars 2015 skrev han på ett 1-årskontrakt för GAIS. Svensson debuterade i Superettan den 6 april 2015 i en 1–0-förlust mot Varbergs BoIS, där han byttes in i den 84:e minuten mot Malkolm Moenza.
Säsongen 2015 startade Svensson 17 matcher för GAIS och gjorde sex inhopp. Han spelade främst som mittback, men spelade även som vänsterback och yttermittfältare. Efter säsongen meddelade klubben att kontraktet inte förlängdes.

### Återkomst i Nyköpings BIS
I februari 2016 återvände Svensson till Nyköpings BIS. Han spelade 14 matcher för klubben i Division 1 Norra 2016.

### Husqvarna FF
Den 1 augusti 2016 värvades Svensson av Husqvarna FF, där han skrev på ett kontrakt säsongen ut.

### Västerås SK
I februari 2017 värvades Svensson av Västerås SK, där han skrev på ett ettårskontrakt. Den 16 oktober 2017 förlängdes hans kontrakt med tre år.

### IFK Mariehamn
I december 2020 värvades Svensson av finländska IFK Mariehamn, där han skrev på ett ettårskontrakt med option på ytterligare ett år. Efter säsongen 2021 lämnade Svensson klubben och flyttade tillbaka till Sverige.

### IK Sleipner
I december 2021 blev Svensson klar för en återkomst i division 2-klubben IK Sleipner.

## Karriärstatistik
| Klubb              | Säsong             | Liga                      | Liga    | Liga | Nationell cup | Nationell cup | Totalt  | Totalt |
| Klubb              | Säsong             | Division                  | Matcher | Mål  | Matcher       | Mål           | Matcher | Mål    |
| ------------------ | ------------------ | ------------------------- | ------- | ---- | ------------- | ------------- | ------- | ------ |
| IK Sleipner        | 2008               | Division 2 Östra Götaland | 21      | 0    | 0             | 0             | 21      | 0      |
| IK Sleipner        | 2009               | Division 1 Södra          | 24      | 0    | 0             | 0             | 24      | 0      |
| IK Sleipner        | 2010               | Division 1 Södra          | 24      | 0    | 0             | 0             | 24      | 0      |
| IK Sleipner        | 2011               | Division 1 Södra          | 26      | 1    | 0             | 0             | 26      | 1      |
| IK Sleipner        | 2012               | Division 1 Södra          | 23      | 2    | 2             | 0             | 25      | 2      |
| IK Sleipner        | Totalt             | Totalt                    | 118     | 3    | 2             | 0             | 120     | 3      |
| Nyköpings BIS      | 2013               | Division 1 Norra          | 20      | 0    | 5             | 1             | 25      | 1      |
| Nyköpings BIS      | 2014               | Division 1 Norra          | 16      | 2    | 1             | 0             | 17      | 2      |
| Nyköpings BIS      | Totalt             | Totalt                    | 36      | 2    | 6             | 1             | 42      | 3      |
| GAIS               | 2015               | Superettan                | 23      | 0    | 0             | 0             | 23      | 0      |
| Nyköpings BIS      | 2016               | Division 1 Norra          | 14      | 0    | 1             | 0             | 15      | 0      |
| Husqvarna FF       | 2016               | Division 1 Södra          | 11      | 0    | 0             | 0             | 11      | 0      |
| Västerås SK        | 2017               | Division 1 Norra          | 25      | 0    | 1             | 0             | 26      | 0      |
| Västerås SK        | 2018               | Division 1 Norra          | 15      | 0    | 1             | 0             | 16      | 0      |
| Västerås SK        | 2019               | Superettan                | 24      | 0    | 0             | 0             | 24      | 0      |
| Västerås SK        | 2020               | Superettan                | 19      | 0    | 4             | 0             | 23      | 0      |
| Västerås SK        | Totalt             | Totalt                    | 83      | 0    | 6             | 0             | 89      | 0      |
| IFK Mariehamn      | 2021               | Tipsligan                 | 26      | 0    | 3             | 0             | 29      | 0      |
| Totalt i karriären | Totalt i karriären | Totalt i karriären        | 311     | 5    | 18            | 1             | 329     | 6      |